# Elis (gruppo musicale)

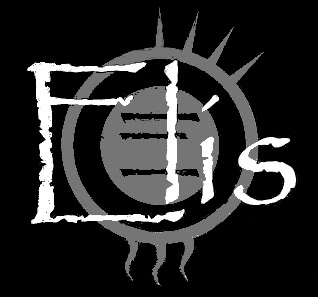
Logo ufficiale degli Elis

Gli Elis sono stati un gruppo gothic metal del Liechtenstein formatosi nel 2003 in seguito allo scioglimento nel 2002 dei Erben der Schöpfung.
Gli Elis si sono sciolti il 24 febbraio 2012 a causa dell'abbandono della band della cantante Simone Christinat.

## Storia del gruppo

### L'esordio del gruppo e gli Erben Der Schöpfung
Gli Elis cominciarono la loro carriera musicale con il nome di Erben der Schöpfung nel 2000. Nel 2001 pubblicarono il loro primo singolo, Elis, insieme al loro primo album, Twilight. La band apparve al Wave Gotik Festival a Lipsia insieme a molti altri gruppi metal ed ottenne un ottimo posizionamento nelle DAC-Charts ed è rimasta ben rappresentata dalla stampa.

### God's Silence, Devil's Temptation e Dark Clouds in A Perfect Sky
Tuttavia più tardi quattro membri tra cui la cantante Sabine Dünser lasciano il gruppo per contrasti con il leader e fondano gli Elis. Nel 2002 pubblicano il loro primo album God's Silence, Devil's Temptation, seguiti nel 2003 da Dark Clouds in A Perfect Sky che ha riscosso un grande successo dalla critica.

## Griefshiree la morte di Sabine
Nel 2006, durante le prove per incidere Griefshire, un concept album scritto e ideato completamente dalla cantante Sabine Dünser, la stessa accusa un malore e muore il giorno dopo il ricovero a causa di un'emorragia cerebrale. Dato che Sabine teneva molto al progetto di Griefshire (lo chiamava infatti il suo bambino), gli Elis decisero di farlo pubblicare comunque.

## Catharsis
La sostituta di Sabine è Sandra Schleret, ex Dreams of Sanity ed ex Eyes of Eden, con la quale gli Elis stanno lavorando all'album Catharsis, in uscita a fine 2009. Hanno annunciato sul sito ufficiale che quest'ultimo album avrà più parti in growl dei precedenti.

## Componenti del gruppo

### Ultima formazione
- Simone Christinat - cantante (2011 - 2012)
- Pete Streit - chitarrista (2003 - 2012)
- Chris Gruber - chitarrista (2005 - 2012)
- Tom Saxer - bassista (2003 - 2012)
- Max Naescher - batterista (2004 - 2012)

### Ex-membri
- Sandra Schleret - cantante (2006 - 2011)
- Sabine Dünser - cantante (2003 - 2006) [Durante una prova della band il 7 luglio 2006 si è sentita male a causa di una emorragia cerebrale ed è morta il giorno seguente in ospedale.]
- Franco "Franky" Koller - batterista (2003 - 2004)
- René Marxer - batterista (2004)
- Jürgen "Big J" Broger - chitarrista (2003-2005)

## Discografia
Album in studio
- 2003 - God's Silence, Devil's Temptation
- 2004 - Dark Clouds in a Perfect Sky
- 2006 - Griefshire
- 2009 - Catharsis

Singoli
- 2004 - Der Letzte Tag
- 2007 - Show Me The Way

### Video
- 2004 - Der Letzte Tag